# Kid Dracula (videogioco 1993)
Kid Dracula (悪魔城すぺしゃる ぼくドラキュラくん?, Akumajō Supesharu: Boku Dorakyura-kun) è un videogioco a piattaforme sviluppato nel 1993 da Konami per Game Boy. Sequel di Akumajō Special: Boku Dracula-kun, è uno spin-off della serie Castlevania.

## Trama
Nel videogioco un giovane vampiro deve sconfiggere Garamoth. Il protagonista sembra aver dimenticato la maggior parte dei suoi incantesimi. Dovrà quindi sfidare mostri come zombie e pipistrelli con l'aiuto di Morte, che gli fornirà nel corso dell'avventura consigli e strumenti appartenuti al padre Dracula per aiutarlo nella sua impresa.